# 24 Bootis
24 Bootis, som är stjärnans Flamsteed-beteckning, är en ensam stjärna i den nordvästra delen av stjärnbilden Björnvaktaren. Den har en skenbar magnitud på ca 5,49 och är svagt synlig för blotta ögat där ljusföroreningar ej förekommer. Baserat på parallaxmätning inom Hipparcosuppdraget på ca 10,0 mas, beräknas den befinna sig på ett avstånd på ca 326 ljusår (ca 100 parsek) från solen. Den rör sig närmare solen med en heliocentrisk radiell hastighet på −8 km/s.

## Egenskaper
24 Bootis är en gul till vit jättestjärna av spektralklass G4 III-IV Fe-1, som anger att spektrumet visar blandade egenskaper hos en underjätte och jättestjärna med underskott av järn. Den har en massa som är ungefär lika stor som solens massa, en radie som är ca 12 gånger större än solens och utsänder ca 62 gånger mera energi än solen från dess fotosfär vid en effektiv temperatur på ca 4 900 K.
24 Bootis är en misstänkt variabel (VAR:), som har en skenbar magnitud av +5,49 och varierar i amplitud med 0,03 magnituder utan någon fastställd periodicitet.

## Planetsystem
En exoplanet, 24 Boötis b, som kretsar runt stjärnan upptäcktes 2018 av Takuya Takarada med Doppler Spectroscopy-metoden vid radialhastighetsundersökning av jättestjärnor av typ G och K vid Okayama Astrophysical Observatory. Rapporten som tillkännagav upptäckten publicerades i arXiv eprint-arkivet den 11 april 2018.